# Ricbert
Ricbert (o Ricberht) va ser rei de l'Ànglia de l'Est, en un període imprecís que podria anar entre el 627 i el 630. Per a ser rei primer va assassinar Eorpwald, sembla que per motius religiosos. Ell va ser pagà i va tenir un regnat curt.

## Orígens
No es coneixen els ancestres de Ricberht, però el seu nom implica que era membre de l'elit del seu país i potser fos parent d'Eorpwald. L'únic document històric on es parla d'ell és el text de Beda, on diu que era pagà i que va assassinar Eorpwald poc després que aquest decidís acceptar la fe cristiana. Es desconeix on va passar aquest assassinat o altres detalls relacionats.

## Regnat
Els historiadors creuen que, en cas que portés el títol de rei, el seu govern només va durar tres anys. Beda tan sols diu que aquest país va estar abocat «en l'error durant tres anys», període després del qual el govern va passar a mans de Sigeberht, que era germà o germanastre d'Eorpwald— i del seu parent Ecgric.
Els acadèmics han estat incapaços de determinar amb exactitud les dates dels regnats dels primers reis d'aquest país, inclòs el de Ricberht. Higham suposa que si Ricberht va poder governar durant tres anys, en una època en què Edwin de Northúmbria era el bretwalda reconegut pels altres reis anglosaxons, va ser perquè devia tenir el suport del seu poble en el fet de destronar Eorpwald, al qual potser consideraven massa submís envers el rei de Northúmbria.
Michael Wood i altres historiadors han especulat que Ricberht podria estar enterrat a Sutton Hoo, un lloc a Rendlesham, la capital del moment, però altres experts consideren més probable que la tomba que es va trobar sigui la de Rædwald, que era cristià. Martin Carver fa servir com a prova alguns indicis de pràctiques paganes en aquell lloc i presenta la teoria que els objectes cristians trobats representen un desafiament a la missió evangelitzadora que ell considerava una amenaça a les seves tradicions.